# Молодіжний чемпіонат світу з хокею із шайбою 2021
Молодіжний чемпіонат світу з хокею із шайбою 2021 (англ. 2021 World Junior Ice Hockey Championships) — 45-ий чемпіонат світу з хокею серед молодіжних команд, який пройшов у Канаді з 26 грудня 2020 року по 5 січня 2021 року. Це чотирнадцята молодіжна першість світу, яку приймала Канада. Через пандемію COVID-19 матчі відбувались в одному місті Едмонтоні та без глядачів. Чемпіоном світу вп'яте стала збірна США.

## Передмова
6 грудня 2018 було оголошено, що містами-господарями світової першості стали Едмонтон та Ред Дір провінція Альберта. Це третій турнір, який прийматиме Едмонтон, раніше тут відбулись чемпіонати 1995 та 2012 років. головною ареною вперше став спортивний комплекс Роджер Плейс.
Через пандемію COVID-19 ІІХФ скасував усі чемпіонати нижчих дивізіонів U20 17 вересня 2020 (цьогоріч жодна збірна не покине Топ-дивізіон). Турнір пройде за схемою плей-оф Кубка Стенлі 2020. Таким чином Ред Дір був виключений зі списку міст-господарів. Згодом оголосили, що ці канадські міста прийматимуть чемпіонат світу 2022 року, а шведський Гетеборг замість 2022 буде господарем першості 2024 року. Формат змагань може бути скорегований.
19 жовтня 2020 було затверджено календар змагань.
У збірних Канади, Швеції та Німеччини виникли проблеми із складом команд через пандемію COVID-19.

## Формат турніру
Згідно з регламентом змагань 10 команд, що поділені на дві групи по 5 команд у кожній, змагаються у попередньому раунді. Кожна з команд проводить по чотири зустрічі у групі за круговою системою та виходить до раунду плей-оф, а команди, що посіли 5-е місце потрапляють до втішного раунду.
Чотири найкращі команди проводять перехресні матчі у чвертьфіналі: 1A проти 4В, 1B проти 4А, 2А проти 3B і 2B проти 3А. Переможець кожного чвертьфіналу потрапляє до півфіналу.
Переможець кожного півфіналу змагатиметься у фіналі за золоті медалі, в той час як переможені будуть змагатися за бронзові нагороди у матчі за 3-є місце.

## Арена
| Едмонтон                       |
| Роджер Плейс Місткість: 18,347 |
| ------------------------------ |
|                                |

## Попередній раунд

### Група A
| Поз | Команда    | М | В | ВО | ПО | П | ГЗ | ГП | Різ | О  | Кваліфікація |
| --- | ---------- | - | - | -- | -- | - | -- | -- | --- | -- | ------------ |
| 1   | Канада (H) | 4 | 4 | 0  | 0  | 0 | 33 | 4  | +29 | 12 | Чвертьфінали |
| 2   | Фінляндія  | 4 | 3 | 0  | 0  | 1 | 16 | 8  | +8  | 9  | Чвертьфінали |
| 3   | Німеччина  | 4 | 1 | 1  | 0  | 2 | 14 | 28 | −14 | 5  | Чвертьфінали |
| 4   | Словаччина | 4 | 1 | 0  | 1  | 2 | 5  | 13 | −8  | 4  | Чвертьфінали |
| 5   | Швейцарія  | 4 | 0 | 0  | 0  | 4 | 5  | 20 | −15 | 0  |              |

Результати
| Дата       | Команда    | Рахунок    | Команда    |
| ---------- | ---------- | ---------- | ---------- |
| 25.12.2020 | Швейцарія  | 0 : 1      | Словаччина |
| 25.12.2020 | Німеччина  | 3 : 5      | Фінляндія  |
| 26.12.2020 | Німеччина  | 2 : 16     | Канада     |
| 27.12.2020 | Фінляндія  | 4 : 1      | Швейцарія  |
| 27.12.2020 | Словаччина | 1 : 3      | Канада     |
| 28.12.2020 | Словаччина | 3 : 4 (ОТ) | Німеччина  |
| 29.12.2020 | Канада     | 10 : 0     | Швейцарія  |
| 30.12.2020 | Фінляндія  | 6 : 0      | Словаччина |
| 30.12.2020 | Швейцарія  | 4 : 5      | Німеччина  |
| 31.12.2020 | Канада     | 4 : 1      | Фінляндія  |

### Група В
| Поз | Команда | М | В | ВО | ПО | П | ГЗ | ГП | Різ | О | Кваліфікація |
| --- | ------- | - | - | -- | -- | - | -- | -- | --- | - | ------------ |
| 1   | США     | 4 | 3 | 0  | 0  | 1 | 25 | 5  | +20 | 9 | Чвертьфінали |
| 2   | Росія   | 4 | 2 | 1  | 0  | 1 | 16 | 9  | +7  | 8 | Чвертьфінали |
| 3   | Швеція  | 4 | 2 | 0  | 1  | 1 | 14 | 9  | +5  | 7 | Чвертьфінали |
| 4   | Чехія   | 4 | 2 | 0  | 0  | 2 | 10 | 14 | −4  | 6 | Чвертьфінали |
| 5   | Австрія | 4 | 0 | 0  | 0  | 4 | 1  | 29 | −28 | 0 |              |

Результати
| Дата       | Команда | Рахунок    | Команда |
| ---------- | ------- | ---------- | ------- |
| 25.12.2020 | Росія   | 5 : 3      | США     |
| 26.12.2020 | Швеція  | 7 : 1      | Чехія   |
| 26.12.2020 | США     | 11 : 0     | Австрія |
| 27.12.2020 | Чехія   | 2 : 0      | Росія   |
| 28.12.2020 | Австрія | 0 : 4      | Швеція  |
| 29.12.2020 | США     | 7 : 0      | Чехія   |
| 29.12.2020 | Австрія | 1 : 7      | Росія   |
| 30.12.2020 | Росія   | 4 : 3 (ОТ) | Швеція  |
| 31.12.2020 | Чехія   | 7 : 0      | Австрія |
| 31.12.2020 | Швеція  | 0 : 4      | США     |

## Плей-оф
|  | Чвертьфінали       | Чвертьфінали       |                    |   | Півфінали               | Півфінали               |  |  | Фінал | Фінал |
|  |                    |                    |                    |   |                         |                         |  |  |       |       |
|  | 2 січня – Едмонтон |                    |                    |   |                         |                         |  |  |       |       |
|  |                    |                    |                    |   |                         |                         |  |  |       |       |
|  | 2B Росія           | 2                  |                    |   |                         |                         |  |  |       |       |
|  | 2B Росія           | 2                  | 4 січня – Едмонтон |   |                         |                         |  |  |       |       |
|  | 3A Німеччина       | 1                  |                    |   |                         |                         |  |  |       |       |
|  | 3A Німеччина       | 1                  | 1 Канада           | 5 |                         |                         |  |  |       |       |
|  | 2 січня – Едмонтон |                    | 1 Канада           | 5 |                         |                         |  |  |       |       |
|  |                    | 4 Росія            | 0                  |   |                         |                         |  |  |       |       |
|  | 2A Фінляндія       | 4 Росія            | 0                  | 3 |                         |                         |  |  |       |       |
|  | 2A Фінляндія       |                    | 5 січня – Едмонтон | 3 |                         |                         |  |  |       |       |
|  | 3B Швеція          | 2                  |                    |   |                         |                         |  |  |       |       |
|  | 3B Швеція          | 2                  | 1 Канада           | 0 |                         |                         |  |  |       |       |
|  | 2 січня – Едмонтон |                    | 1 Канада           | 0 |                         |                         |  |  |       |       |
|  |                    | 2 США              | 2                  |   |                         |                         |  |  |       |       |
|  | 1A Канада          | 2 США              | 2                  | 3 |                         |                         |  |  |       |       |
|  | 1A Канада          | 4 січня – Едмонтон |                    | 3 |                         |                         |  |  |       |       |
|  | 4B Чехія           | 0                  |                    |   |                         |                         |  |  |       |       |
|  | 4B Чехія           | 0                  | 2 США              | 4 |                         |                         |  |  |       |       |
|  | 2 січня – Едмонтон |                    | 2 США              | 4 |                         |                         |  |  |       |       |
|  |                    | 3 Фінляндія        | 3                  |   | Матч за бронзові медалі | Матч за бронзові медалі |  |  |       |       |
|  | 1B США             | 3 Фінляндія        | 3                  | 5 | Матч за бронзові медалі | Матч за бронзові медалі |  |  |       |       |
|  | 1B США             |                    | 5 січня – Едмонтон | 5 |                         |                         |  |  |       |       |
|  | 4A Словаччина      | 2                  |                    |   |                         |                         |  |  |       |       |
|  | 4A Словаччина      | 2                  | 3 Фінляндія        | 4 |                         |                         |  |  |       |       |
|  |                    |                    |                    |   |                         |                         |  |  |       |       |
|  | 4 Росія            | 1                  |                    |   |                         |                         |  |  |       |       |
|  | 4 Росія            | 1                  |                    |   |                         |                         |  |  |       |       |

## Статистика

### Бомбардири
| № | Гравець              | Збірна    | І | Ш | П  | О  | +/- | Штр |
| - | -------------------- | --------- | - | - | -- | -- | --- | --- |
| 1 | Тревор Зеграс        | США       | 7 | 7 | 11 | 18 | +9  | 0   |
| 2 | Ділан Козенс         | Канада    | 7 | 8 | 8  | 16 | +11 | 6   |
| 3 | Антон Лунделл        | Фінляндія | 7 | 6 | 4  | 10 | +7  | 4   |
| 4 | Тім Штюцле           | Німеччина | 5 | 5 | 5  | 10 | −4  | 8   |
| 5 | Джон-Джейсон Петерка | Німеччина | 5 | 4 | 6  | 10 | –5  | 2   |

Скорочення: І = Матчі; Ш = Закинуті шайби; П = Передачі; О = Очки; +/− = Плюс/мінус; Штр = Штрафний час
Джерело: IIHF [Архівовано 6 січня 2021 у Wayback Machine.]

### Найкращі воротарі
| М | Гравець         | Країна     | ЧНЛ    | ГП | КН   | ВКД | %ВК   | ША |
| - | --------------- | ---------- | ------ | -- | ---- | --- | ----- | -- |
| 1 | Девон Леві      | Канада     | 398:07 | 5  | 0.75 | 139 | 96.40 | 3  |
| 2 | Спенсер Найт    | США        | 332:15 | 9  | 1.63 | 149 | 93.96 | 3  |
| 3 | Шимон Латкочі   | Словаччина | 183:54 | 8  | 2.61 | 102 | 92.16 | 1  |
| 4 | Карі Пііроінен  | Фінляндія  | 357:57 | 13 | 2.18 | 152 | 91.45 | 1  |
| 5 | Ярослав Аскаров | Росія      | 360:11 | 15 | 2.50 | 174 | 91.38 | 0  |

Скорочення: І = зіграних матчів, ЧНЛ = час проведений на льоду, КД = кидків разом,  ГП = пропущених шайб, КН = коефіцієнт надійності, ВКД = відбитих кидків, %ВК = відбитих кидків (у %), ША = шатаути
Джерело: IIHF [Архівовано 6 січня 2021 у Wayback Machine.]

### Нагороди
Найцінніший гравець (MVP)
- Тревор Зеграс

Найкращі гравці, обрані дирекцією ІІХФ
- Найкращий воротар:  Девон Леві
- Найкращий захисник:  Топі Ніємеля
- Найкращий нападник:  Тім Штюцле

Джерело: IIHF [Архівовано 6 січня 2021 у Wayback Machine.]
Команда усіх зірок, обрана ЗМІ
- Найкращий воротар:  Девон Леві
- Захисники:  Боуен Байрем,  Вілле Гейнола
- Нападники:  Тревор Зеграс,  Ділан Козенс,  Тім Штюцле

Source: IIHF [Архівовано 6 січня 2021 у Wayback Machine.]

## Підсумкова таблиця турніру
| Поз | Г | Команда    | М | В | ВО | ПО | П | ГЗ | ГП | Різ | О  | Розташування в таблиці |
| --- | - | ---------- | - | - | -- | -- | - | -- | -- | --- | -- | ---------------------- |
| 1   | B | США        | 7 | 6 | 0  | 0  | 1 | 36 | 10 | +26 | 18 | Чемпіон                |
| 2   | A | Канада (H) | 7 | 6 | 0  | 0  | 1 | 41 | 6  | +35 | 18 | Срібний призер         |
| 3   | A | Фінляндія  | 7 | 5 | 0  | 0  | 2 | 26 | 15 | +11 | 15 | Бронзовий призер       |
| 4   | B | Росія      | 7 | 3 | 1  | 0  | 3 | 19 | 19 | 0   | 11 | Четверте місце         |
|     |   |            |   |   |    |    |   |    |    |     |    |                        |
| 5   | B | Швеція     | 5 | 2 | 0  | 1  | 2 | 16 | 12 | +4  | 7  | Чвертьфінал            |
| 6   | A | Німеччина  | 5 | 1 | 1  | 0  | 3 | 15 | 30 | −15 | 5  | Чвертьфінал            |
| 7   | B | Чехія      | 5 | 2 | 0  | 0  | 3 | 10 | 17 | −7  | 6  | Чвертьфінал            |
| 8   | A | Словаччина | 5 | 1 | 0  | 1  | 3 | 7  | 18 | −11 | 4  | Чвертьфінал            |
|     |   |            |   |   |    |    |   |    |    |     |    |                        |
| 9   | A | Швейцарія  | 4 | 0 | 0  | 0  | 4 | 5  | 20 | −15 | 0  | Попередній раунд       |
| 10  | B | Австрія    | 4 | 0 | 0  | 0  | 4 | 1  | 29 | −28 | 0  | Попередній раунд       |

## Дивізіон I

### Дивізіон I A
Турнір мав проходити в Данії, з 13 по 19 грудня 2020 року.
- Білорусь
- Данія
- Угорщина – Підвищений з Дивізіону I В
- Казахстан – Вибув з Топ-дивізіону
- Латвія
- Норвегія

### Дивізіон I В
Турнір мав проходити в Естонії, з 10 по 17 лютого 2021 року.
- Естонія
- Франція
- Японія – Підвищений з Дивізіону  II A
- Польща
- Словенія – Вибув з Дивізіону I A
- Україна

## Дивізіон II

### Дивізіон II A
Турнір мав проходити в Румунії, з 8 по 14 лютого 2021 року.
- Велика Британія
- Італія –  Вибув з Дивізіону I В
- Литва
- Румунія
- Південна Корея – Підвищений з Дивізіону II В
- Іспанія

### Дивізіон II В
Турнір мав проходити в Сербії, з 8 по 14 лютого 2021 року.
- Бельгія
- КНР
- Хорватія
- Ісландія – Підвищений з Дивізіону III
- Нідерланди
- Сербія – Вибув з Дивізіону II A

## Дивізіон III
Турнір мав проходити в Мексиці, з 10 по 17 січня 2021 року.
- Болгарія
- Китайський Тайбей
- Ізраїль – Вибув з Дивізіону II В
- Мексика
- ПАР
- Туреччина